# Randabygda
Randabygda – wieś w zachodniej Norwegii, w okręgu Sogn og Fjordane, w gminie Stryn. Wieś położona jest u ujścia rzeki Hoplandselva, na północnym wybrzeżu Nordfjordu, na dość stromej pochyłej części. Randabygda leży ok. 15 km na wschód od miejscowości Lote położonej w gminie Eid i około 15 km na zachód od wsi Roset. 
Niedaleko od wioski znajduje się wodospad Tvinnefossen, pod którym można przechodzić.
W Randabygda znajduje się kościół, który wybudowany został w 1916 roku.

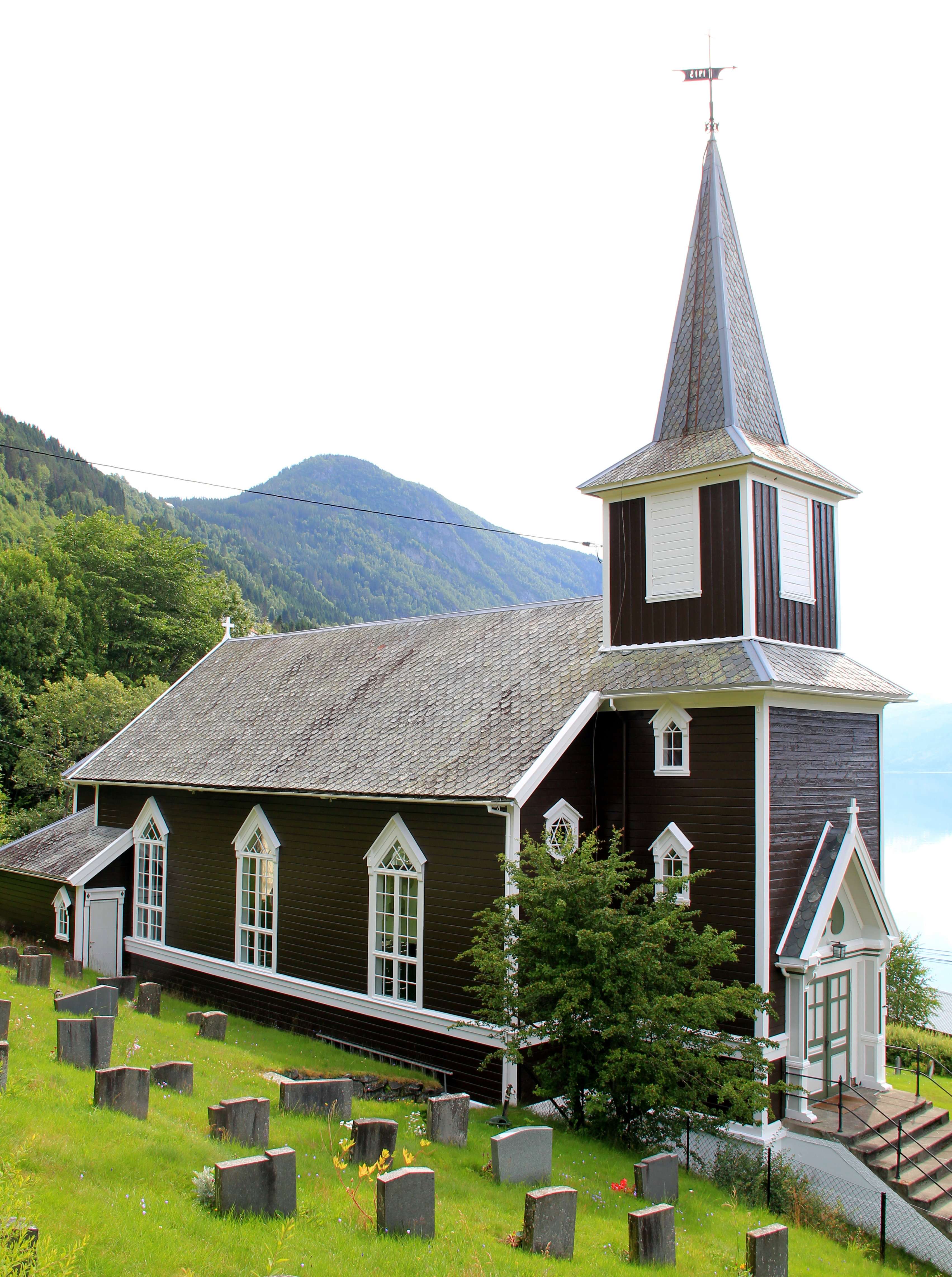
Kościół w Randabygd